# Mahamadou Dissa
Mahamadou Dissa (ur. 18 maja 1979 w Kayes) – malijski piłkarz grający na pozycji napastnika.

## Kariera klubowa
Dissa jest wychowankiem klubu Centre Salif Keita wywodzącego się ze stołecznego Bamako. W 1997 roku zadebiutował w jego barwach w pierwszej lidze i grał tam do 2000 roku. W 2000 roku piłkarz wyjechał do Francji do drugoligowego klubu Chamois Niortais FC. W pierwszym sezonie zdobył 8 goli, a w drugim – 9. W 2002 roku przeszedł do Grenoble Foot 38, jednak tam był już mniej skuteczny i przez półtora roku strzelił zaledwie 2 gole. W styczniu 2003 został zawodnikiem Stade Brestois 29, któremu pomógł w awansie z trzeciej ligi do drugiej. W klubie z Brestu grał także w sezonie 2004/2005.
Latem 2005 Dissa wyjechał do Belgii i podpisał kontrakt z KSK Beveren, zatrudniającym wielu piłkarzy z Afryki, głównie z Wybrzeża Kości Słoniowej. Zarówno w sezonie 2005/2006 i 2006/2007 był najskuteczniejszym strzelcem zespołu (strzelił odpowiednio 10 i 11 goli). W 2007 roku po spadku Beveren do drugiej ligi przeszedł do pierwszoligowca KSV Roeselare. W 2010 roku spadł z Roeselare do drugiej ligi.
| Sezon   | Klub                | Kraj    | Rozgrywki                | Mecze | Bramki |
| ------- | ------------------- | ------- | ------------------------ | ----- | ------ |
| 1997    | Centre Salif Keita  | Mali    | Malien Premiere Division | ?     | ?      |
| 1998    | Centre Salif Keita  | Mali    | Malien Premiere Division | ?     | ?      |
| 1999    | Centre Salif Keita  | Mali    | Malien Premiere Division | ?     | ?      |
| 2000    | Centre Salif Keita  | Mali    | Malien Premiere Division | ?     | ?      |
| 2000/01 | Chamois Niortais FC | Francja | Ligue 2                  | 21    | 8      |
| 2001/02 | Chamois Niortais FC | Francja | Ligue 2                  | 29    | 9      |
| 2002/03 | Grenoble Foot 38    | Francja | Ligue 2                  | 21    | 2      |
| 2003/04 | Grenoble Foot 38    | Francja | Ligue 2                  | 11    | 0      |
| 2003/04 | Stade Brestois 29   | Francja | Championnat National     | 18    | 3      |
| 2004/05 | Stade Brestois 29   | Francja | Ligue 2                  | 25    | 4      |
| 2005/06 | KSK Beveren         | Belgia  | Eerste Klasse            | 32    | 10     |
| 2006/07 | KSK Beveren         | Belgia  | Eerste Klasse            | 31    | 11     |
| 2007/08 | KSV Roeselare       | Belgia  | Eerste Klasse            | 28    | 14     |
| 2008/09 | KSV Roeselare       | Belgia  | Eerste Klasse            | 30    | 4      |
| 2009/10 | KSV Roeselare       | Belgia  | Eerste Klasse            | 28    | 8      |
| 2010/11 | KSV Roeselare       | Belgia  | Tweede Klasse            | 34    | 13     |
| 2011/12 | KV Oostende         | Belgia  | Tweede Klasse            | 32    | 10     |
| 2012/13 | KV Oostende         | Belgia  | Tweede Klasse            | 34    | 7      |
| 2013/14 | Géants Athois       | Belgia  | Derde Klasse             | 31    | 13     |
| 2014/15 | KFC Izegem          | Belgia  | Derde Klasse             | 30    | 2      |
| 2015/16 | RES Acrenoise       | Belgia  | Derde Klasse             | 15    | 1      |

## Kariera reprezentacyjna
W reprezentacji Mali Dissa zadebiutował w 1999 roku. W 2002 roku był w kadrze Mali na Puchar Narodów Afryki 2002. W 2008 roku został powołany przez Jeana-François Jodara do kadry na Puchar Narodów Afryki 2008.